# کورنلیا کلارک

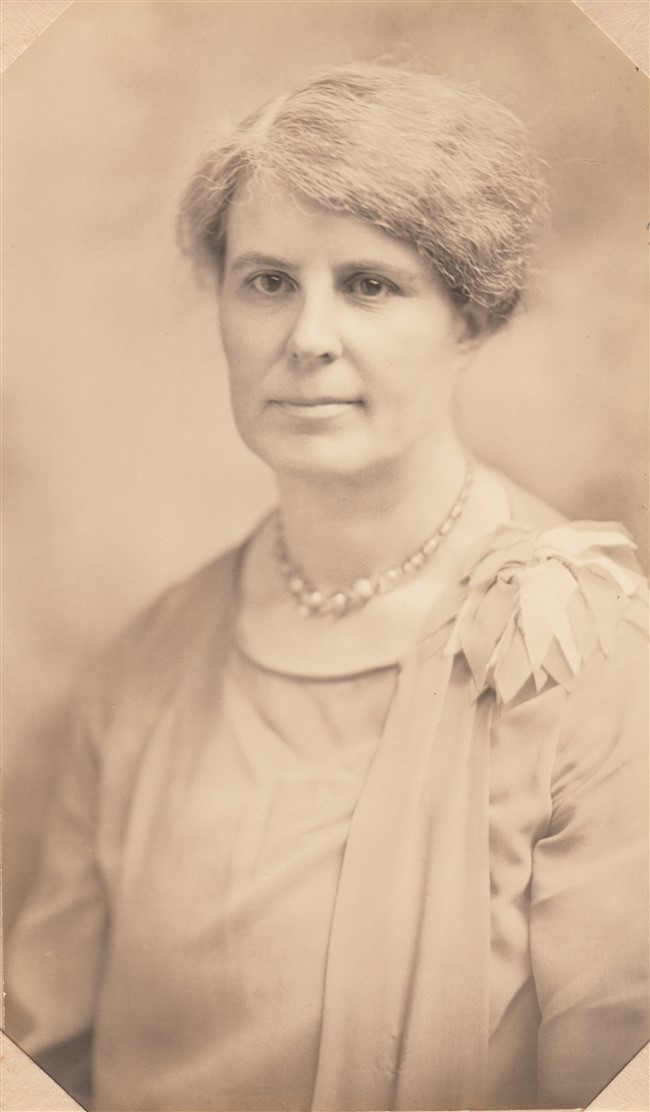
عکس کورنلیا کلارک چند سال قبل از مرگش در سال ۱۹۳۶

کورنلیا کلارک (انگلیسی: Cornelia Clarke؛ ۴ ژوئیهٔ ۱۸۸۴ – ۲۹ سپتامبر ۱۹۳۶) یک عکاس طبیعت از گرینل، آیووا بود. بیش از ۱۲۰۰ عکس از او در مجلات، دایره المعارف‌ها، کتاب‌ها و روزنامه‌ها منتشر شد. اولین عکس‌های منتشر شده او از گربه‌های خانگی‌اش، پیتر و پولی بود که بعدها به کتاب برای کودکان تبدیل شد. با پیشرفت مهارت‌هایش، شهرت با گرفتن عکس از اشیاء در طبیعت گسترش یافت. تخصص او حشرات و گیاهان بود. او همچنین عکس‌های مختلفی از مناظر طبیعی، به‌ویژه از منطقه اطراف خانه‌اش در گرینل، آیووا گرفت. بسیاری از عکس‌های اصلی و نگاتیوهای بشقاب شیشه‌ای در مجموعه‌های کتابخانه جامعه دریک، موزه تاریخی گرینل، و انجمن تاریخی ایالتی آیووا قرار دارند.

## زندگی‌نامه
کورنلیا کلارک در شمال گرینل، آیووا در ۴ ژوئیه ۱۸۸۴ به دنیا آمد. مادرش چند ساعت پس از تولدش فوت کرد و کورنلیا توسط پدرش، ری کلارک بزرگ شد. کورنلیا کودکی نسبتاً تنهایی داشت و بیشتر وقت خود را تنها یا با پدرش می‌گذراند. او در سنین جوانی پدرش را هنگام عکاسی از نزدیک زیر نظر گرفت. اولین عکس‌هایی که گرفت از گربه‌هایش بود. با تشویق پدرش، او مهارت‌ها و توانایی‌های خود را در گرفتن عکس‌هایی از حیوانات و گیاهان که جزئیات باورنکردنی را نشان می‌دهند، بروز داد. او در دبیرستان گرینل و کالج گرینل تحصیل کرد و در سال ۱۹۰۹ فارغ التحصیل شد. در دوران دانشجویی، کلارک برای دفتر روابط عمومی کالج عکس می‌گرفت. در سال‌های بعد، او موزه‌دار افتخاری موزه گیاهان خشک شده کالج گرینل بود. از عکس‌های او توسط استادان در تدریس استفاده شد، به ویژه هنری کونارد، که پس از مرگ کورنلیا عکس‌های او را در به‌دست آورد.

## حرفه

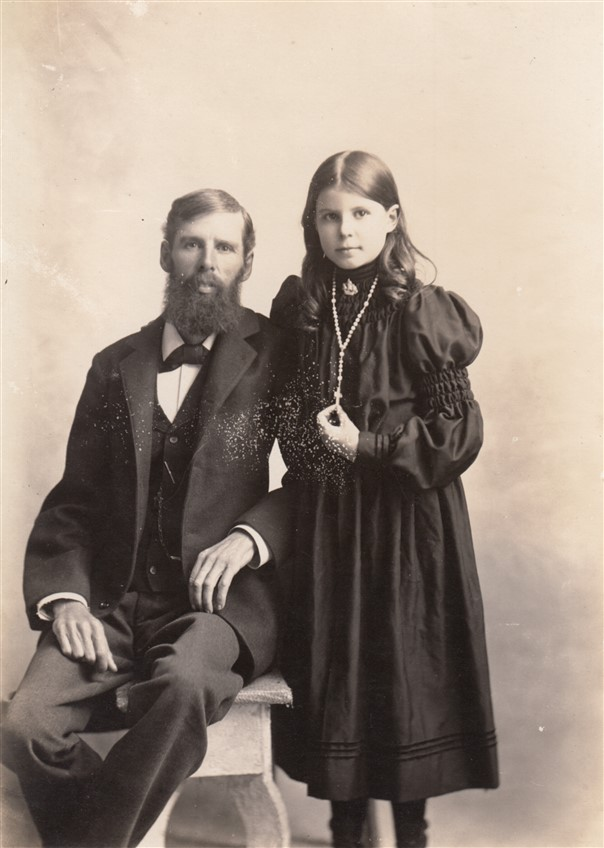
کورنلیا کلارک و پدرش

کلارک برای اولین بار با یک سری عکس از گربه‌های خانگی خود، پیتر و پولی، توجه ملی را به خود جلب کرد. او با پوشاندن لباس‌های مینیاتوری به گربه‌ها و با مبلمان مینیاتوری که خود ساخته بود از آنها عکس‌ گرفته بود. این سری عکس‌ها در سال ۱۹۱۱ در مجله کانتی لایف این امریکا منتشر شد. این عکس‌ها با زیرنویس‌هایی همراه بود که داستان دو بچه گربه را نشان می‌داد که با هم بزرگ شدند، عاشق شدند، ازدواج کردند، تشکیل خانواده دادند و کارهایی شبیه بزرگسالان انجام دادند. این عکس‌ها بسیار محبوب بودند. در سال ۱۹۱۲ کورنلیا همکاری خود را با الیزابت هیس ویلکینسون آغاز کرد. ویلکینسون قبلاً چندین کتاب برای کودکان نوشته بود و هر دو با هم کار کردند تا این داستان را به یک کتاب تبدیل کنند. این کتاب به‌نام ، پیتر و پولی توسط شرکت دبل‌دی در سال ۱۹۱۲ منتشر شد. عکس‌های کلارک در سراسر کشور در نسخه رنگی ظاهر می‌شوند. بسیاری از اسلایدهای شیشه‌ای عکس‌های پیتر و پولی توسط کتابخانه جامعه دریک در گرینل، آیووا نگهداری می‌شود. علاوه بر این، موزه تاریخی گرینل چندین وسیله و ابزار مرتبط با زندگی کورنلیا، از جمله دوربین او و کارت‌های متعددی که با عکس‌های او ساخته شده است را نگهداری می‌کند.

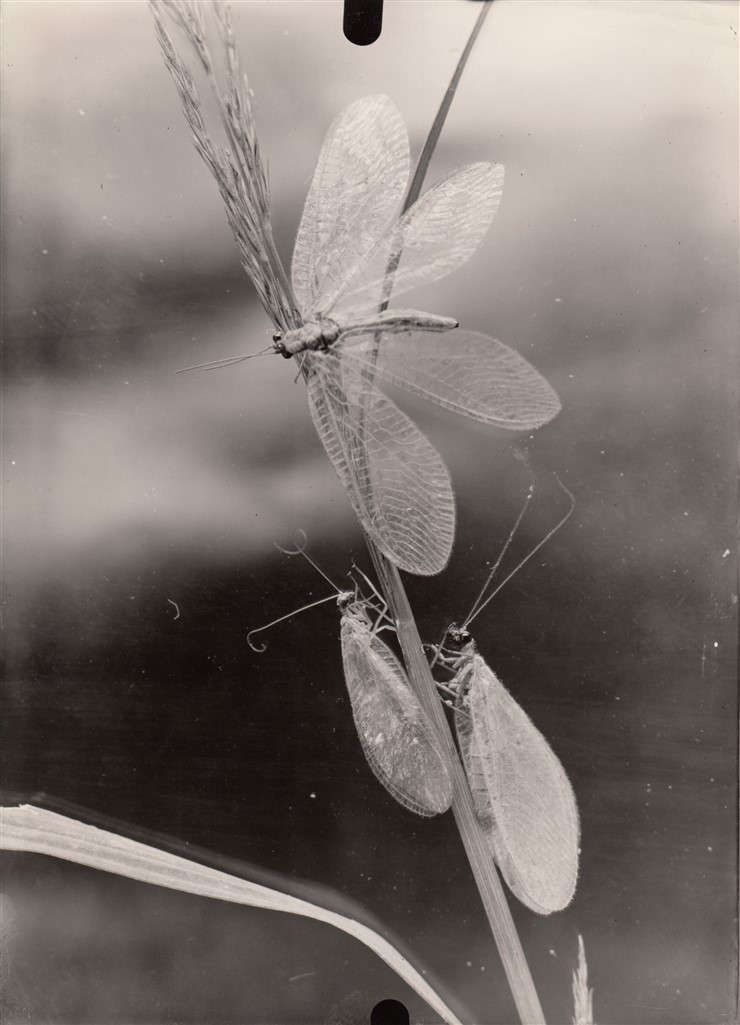
یکی از صدها عکس گیاه‌شناسی کورنلیا کلارک

وقتی کلارک مخاطبان بیشتری پیدا کرد، چندین مقاله در مورد تکنیک‌هایی که او استفاده می‌کرد نوشته شد. در ۱۰ سپتامبر ۱۹۲۲، دموین ریجسترز مقاله‌ای با عنوان «کورنلیا کلارک چگونه این کار را انجام می‌دهد» درج کرد. او ایده‌های بیشتری را در دو مقاله برای عصر عکس (مجله آمریکایی عکاسی) ارائه داد. در این مقاله‌ها او توضیح داد که چگونه اشیاء را از دنیای طبیعی به خانه خود بیاورد تا آنها را به نمایش بگذارد و طبیعت را در اتاق نشیمن خود بازسازی کند تا امکان نمایش نزدیک از گیاهان را بدون استفاده از لنز زوم فراهم کند. از صدها عکس گیاه‌شناسی منتشر شده، اکثر آنها در خانه یا نزدیک خانه او در آیووا گرفته شده‌اند. او همچنین عکس‌های زیادی از منطقه اطراف محدوده مسکونی خود گرفت. او عضوی بی‌ادعا در جامعه بود و بسیاری تا پس از مرگش متوجه میزان موفقیت او نشدند.

## کشف مجدد آثار کلارک

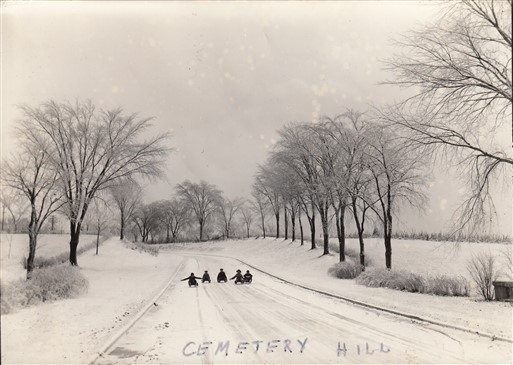
عکس کورنلیا کلارک از کودکانی که در حال سورتمه زدن روی تپه در گورستان هیزل وود، گرینل، آیووا هستند.

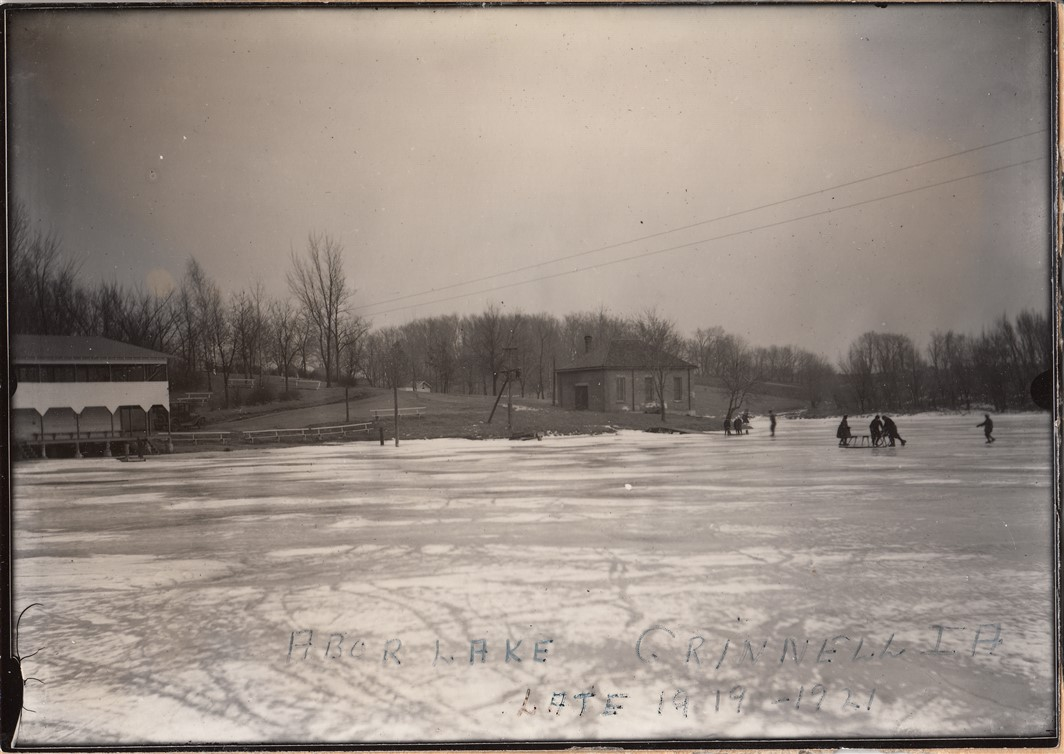
عکس کورنلیا کلارک از اسکیت روی یخ در دریاچه آربور، گرینل، آیووا

میزان زیادی از آثار کلارک تا حد زیادی از بین رفت تا اینکه در سال ۲۰۱۷ مورخ دن کایزر شروع به تحقیق در مورد داستان او کرد. برخی از آثار و تصاویر از زندگی و کار او در مجموعه‌های موزه تاریخی گرینل و آرشیو کتابخانه جامعه دریک بود. این مجموعه بیشتر تصاویر اولیه گربه، عکس های کورنلیا و پدرش و دوربین او بودند. از عکس‌های گیاه شناسی در میان مجموعه‌های آیووا وجود نداشت. تحقیقات کایزر میزان آثار منتشر شده او را آشکار کرد. تخمین زده می‌شود که بیش از ۱۲۰۰ عکس از او در مجلات علمی، کتاب‌های درسی و تعدادی دایره المعارف منتشر شده است که بسیاری از آن‌ها مدت‌ها پس از مرگ او منتشر شده‌اند. تحقیقات کایزر همچنین معمایی را کشف کرد که چه اتفاقی برای صفحات شیشه‌ای عکس‌های گیاه‌شناسی که او هنگام کار برای کالج گرینل خلق کرده بود، افتاد. از طریق تحقیقات خود، او متوجه شد که این صفحات طراحی شده در انجمن تاریخی ایالت آیووا نگهداری می‌شدند و به اشتباه به عنوان کار هنری کونارد، استاد کالج گرینل که از آثار او به طور گسترده در تدریس خود استفاده کرده بود، برچسب‌گذاری شده بود. از طریق کار کایزر و اعضای موزه تاریخی گرینل، صفحات شیشه‌ای پیدا، شناسایی و نمایه‌سازی شدند و منتخبی از ۱۰۰ عدد دیجیتالی شد. در سال ۲۰۱۹، موزه تاریخی گرینل "سالگرد کورنلیا کلارک" را جشن گرفت. نمایشگاهی از آثار او در گالری استوارت مرکز هنرهای منطقه گرینل و کتابخانه جامعه دریک به نمایش گذاشته شد. در سال ۲۰۲۱، آثار او به تالار مشاهیر زنان آیووا راه یافت.

## زندگی شخصی

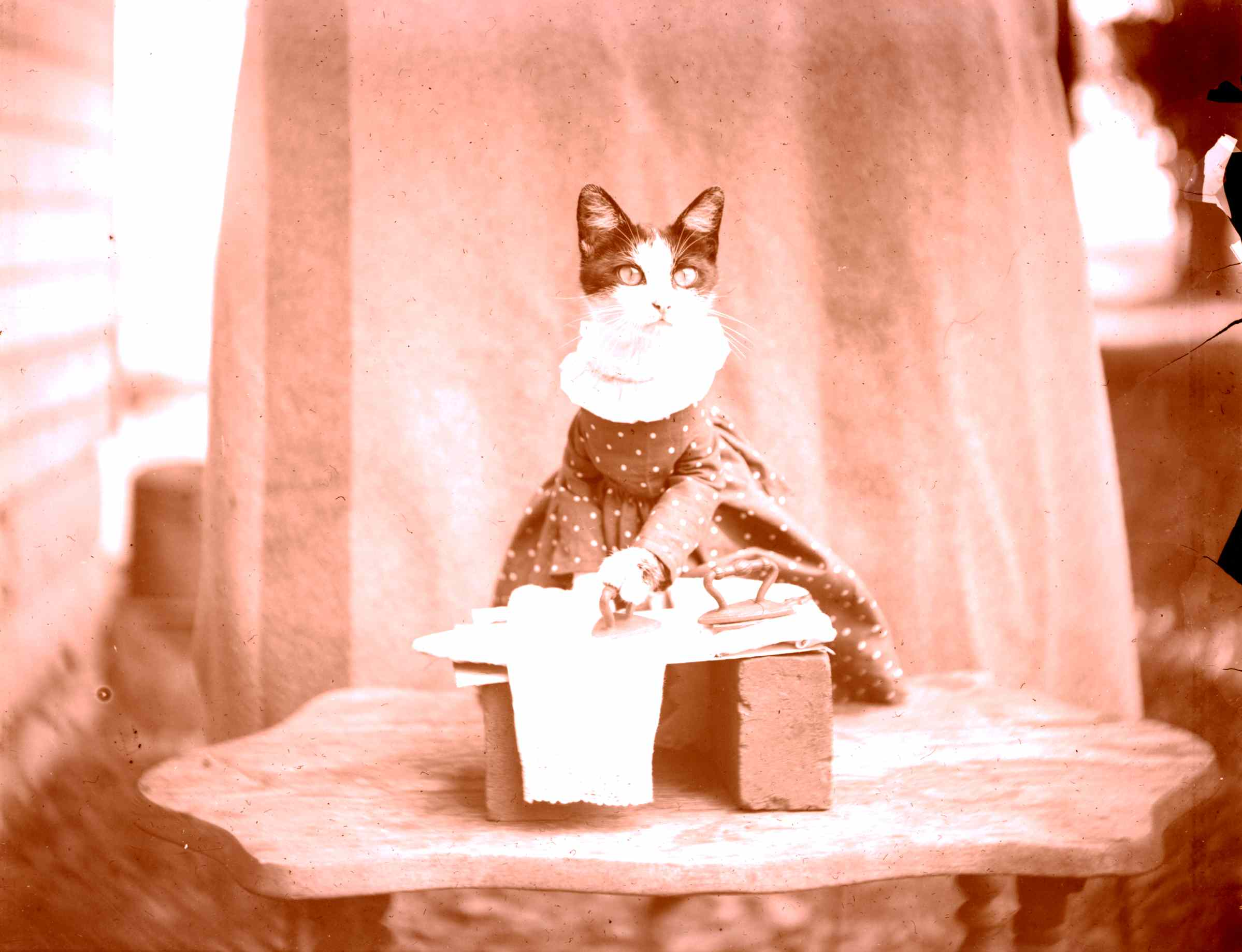
یکی از سری عکس‌های پیتر و پولی کورنلیا کلارک

یک تصادف اتومبیل در سال ۱۹۲۹ آغاز سال‌های پایانی زندگی کورنلیا بود. در این تصادف کورنلیا و پدرش مجروح و راننده اتومبیل کشته شد. اندکی بعد از این تصادف، جسمش ضعیف و سلامتی‌اش در خطر  بود و در دهه ۱۹۳۰ تشخیص داده شد که او به سرطان مبتلا است. او در ۲۹ سپتامبر ۱۹۳۶ درگذشت و در گورستان هیزلوود به همراه مادر و پدرش در گرینل، آیووا به خاک سپرده شد.